# Santa Cera
Santa Cera de Irlanda (también Chera, Chier, Ciara, Cyra, Keira, Keara, Kiara, Kiera, Cier, Ciar) fue una abadesa del siglo VII que murió en 679. Su historia probablemente se mezcló con la de otra Cera (también Ciar, Ciara) que vivió en el siglo VI. Sin embargo, algunos autores mantienen que equivocaciones en los registros monásticos explican las referencias a Cera en el siglo VI o que una sola Cera tuvo una vida excepcionalmente larga.

## Vida
Hay dos historias relacionadas con la santa(s). En la primera historia, las oraciones de Cera salvaron una ciudad irlandesa de un fuego maloliente. Cuando estalló un incendio nocivo en "Muscraig, en Momonia," san Brandán ordenó a los habitantes buscar las oraciones de Cera. Siguiendo sus instrucciones, Cera rogó en respuesta a sus súplicas, y el fuego desapareció.  Dado que San Brandán murió en 577, esta historia probablemente se refiere a una Cera anterior. "Muscraig, en Momonia" puede referirse a Muskerry, una área exterior de Cork. "Momonia" se refiere al sur de Irlanda en algunos mapas antiguos.
La otra historia cuenta que santa Cera fundó un convento llamado Teych-Telle alrededor del año 625. Cera era hija de Duibhre (o Dubreus) según se dice en la línea de sangre de los reyes de Connor (o Conaire). Ella, junto con otras cinco vírgenes le pidieron a san Fintan Munnu un lugar para servir a Dios.  Él y sus monjes dieron a las mujeres su abadía en Heli (o Hele). Heli puede haberse encontrado en el condado de Westmeath. Bendijo a Cera, y le ordenó nombrar el sitio por santa Telle que había dado a luz cuatro niños, Matthew, Marc, Luke y John en la llanura de Miodhluachra ese día.
Santa Cera finalmente regresó a su propia provincia y fundó otro monasterio, Killchree, el cual gobernó hasta su muerte en 679.  El último convento franciscano de Kilcrea Friary se encuentra una milla al oeste de donde estuvo su monasterio, y afirma haber tomado su nombre, Kilcrea, en su honor: "Kilcrea" (Cill Chre) significa la Celda de Cere, Ciara, Cera o Cyra."

## Recuerdo
El día de Santa Cera es el 15 de marzo, y un festival el 2 de julio también la conmemoró. Ambas fechas han sido informadas como el día de su muerte.